# Xã Hudson, Quận Bates, Missouri
Xã Hudson (tiếng Anh: Hudson Township) là một xã thuộc quận Bates, tiểu bang Missouri, Hoa Kỳ. Năm 2010, dân số của xã này là 252 người.